# Cerro Colorado (explotación minera)
Cerro Colorado, popularmente conocido como Minas del Rey Salomón, es un yacimiento minero español de la provincia de Huelva, Andalucía, que se encuentra en los términos municipales de Minas de Riotinto y Nerva. Su principal reserva mineral es de cobre con 822.000 toneladas probadas, de las cuales 696.500 toneladas son recuperables con el mercado y rango de rentabilidad actual de la mina. A fecha de 24 de junio de 2021, con ya 206.297 toneladas extraídas, la reserva mineral de cobre aumentó a 702.000 toneladas probadas. Además de unas 9,4 millones de onzas de plata.
El yacimiento de Cerro Colorado se empezó a explotar desde finales de la década de 1960, después de que las minas de Riotinto hubieran pasado a manos de capitalistas españoles. En poco tiempo se convirtió en uno de los principales núcleos de la actividad minera de la cuenca, levantándose varias instalaciones industriales para el tratamiento de materiales. Las labores de extracción se mantuvieron hasta su cierre en el año 2001, debido a la escasa rentabilidad económica que reportaba su explotación. No obstante, desde el año 2015 el yacimiento se encuentra nuevamente operativo.

## Características

### Descripción general
Cerro Colorado es una de las minas a cielo abierto que constituye el complejo minero de Minas de Riotinto, además de la Corta Atalaya. Se encuentra dentro de la Faja pirítica ibérica, en la provincia de Huelva, a unos 74 km de Huelva, a 65 km de Sevilla y a 500 km de Madrid. Cerro Colorado es una de las mayores minas a cielo abierto de Europa y ha sido uno de los mayores depósitos de sulfuros masivos del Mundo con 500 millones de toneladas de mineral, más de 250 millones aún sin explotar.

### Dimensiones y morfología
Actualmente el yacimiento de Cerro Colorado ocupa una superficie de 4,2 km². Tiene una longitud máxima de 2020 metros, una anchura de 850 metros y llega hasta los 230 metros en su parte más profunda. Cerro Colorado es una mina compleja, con forma irregular, que está dividida en tres cortas compuestas por hasta cuatro concentraciones de sulfuros masivos: Corta Filón Norte (también conocida como Cerro Colorado Oeste), Corta Filón Sur, Cerro Salomón y Quebrantahuesos (Corta Cerro Colorado Este). Además de estas últimas se encuentran, al este, dos concentraciones denominadas Planes y San Antonio, las cuales Atalaya Mining estudia su explotación. Otra gran concentración adyacente independiente, al oeste, es Masa San Dionisio, la cual es la parte de Corta Atalaya aún sin extraer. En total albergan unos 71 millones de sulfuros (0,77 millones de toneladas de cobre y 1,18 millones de  toneladas de zinc). 

### Recursos y reservas
En 2016 el yacimiento de Cerro Colorado poseía un total de 258 millones de toneladas de mena y 1,02 millones de toneladas de cobre. 
| Recursos | Mena (Mt) | Cobre (Kt) | Reservas  | Mena (Mt) | Cobre (Kt) |
| -------- | --------- | ---------- | --------- | --------- | ---------- |
| Medido   | 152       | 593        | Probadas  | 128       | ~525       |
| Indicado | 106       | 424        | Probables | 69        | ~304       |
| Total    | 258       | 1017       | Total     | 197       | 822        |
| Inferido | 18        | 90         |           |           |            |

## Historia

### Explotación original
La Compañía Española de Minas de Río Tinto se hizo con el control de la cuenca minera de Riotinto en 1954. Dentro de esta área existía un yacimiento no explotado, Cerro Colorado, cuya masa estaba constituida por minerales cobrizos de baja ley y cubierta por una montera de gossan. Dicha montera ferruginosa contenía cantidades significativas de oro y plata, mientras que las mineralizaciones de stockwork poseían un alto contenido en cobre. En 1966 se constituyó la sociedad Río Tinto Patiño para las labores de exploración y extracción en Cerro Colorado, iniciándose los primeros trabajos en 1967. A partir de 1968 una parte importante de las actividades minera y mineralúrgica de la cuenca se concentraron en Cerro Colorado, en contraste con el declive que se vivía en otros yacimientos. 
En 1978 la gestión de las explotaciones pasó a manos de Río Tinto Minera (RTM), una filial del grupo Explosivos Río Tinto. Cerro Colorado era, a comienzos de la década de 1980, una de las principales explotaciones mineras de cobre en el continente europeo. El proceso mineralúrgico se realizaba en una planta industrial que se levantó en la zona para la obtención de oro y plata a través del gossan que se obtenía de Cerro Colorado. El cobre y el gossan eran procesados en unidades similares, aunque de forma separada. El concentrado de cobre que se obtenía era enviado en camiones a Huelva. Los residuos resultantes de esta operación eran condensados con el objetivo de recuperar el agua, que a su vez era redirigida a una presa cercana. Con el paso del tiempo las reservas minerales del yacimiento se incrementaron respecto a las estimaciones iniciales gracias a las labores de investigación realizadas en antiguas explotaciones de la zona, como Filón Sur, Quebrantahuesos o Cerro Salomón.
Durante la década de 1980 la crisis de la minería afectó especialmente a la cuenca de Riotinto, que vio como muchas explotaciones eran cerradas. La excepción en este sentido fue Cerro Colorado. En 1995 el yacimiento pasó a manos de la sociedad anónima laboral Minas de Río Tinto (MRT), que mantuvo su explotación durante varios años. El cese de actividad se produjo debido al bajo precio que entonces tenía el cobre en los mercados internacionales, lo que hacía inviable su rentabilidad. Tras varios ejercicios con pérdidas millonarias, hacia 2001 cesó la explotación de Cerro Colorado.

### Etapa reciente
El complejo de Cerro Colorado quedó virtualmente abandonado desde 2001, sin que se realizaran labores de mantenimiento, por lo que sus yacimientos se inundaron. Esta situación se mantuvo durante años. En esa época hubo varios intentos para poner de nuevo en marcha la explotación, aunque ninguno de ellos prosperó.
No sería hasta 2007, debido al alza de precios que experimentaron los metales, cuando EMED Mining (actualmente conocida como Atalaya Mining plc) proyectó su reapertura y explotación. En 2015 a la empresa le fue otorgada el permiso de explotación, y en 2016 empezó su producción comercial y venta de sus concentrados de cobre. Originalmente el proyecto tenía una vida de 14 años con las reservas de 606.000 toneladas. Sin embargo, con posterioridad las reservas aumentaron a 702.000 toneladas y el proyecto aumentó su vida a 16,5 años (13,8 años con la expansión a 15 Mtpa). Con las actuales reservas probadas y probables, Cerro Colorado tendrá unas dimensiones de 2400 m de longitud, 1250 m de ancho y una profundidad máxima de 335 m cuando alcance el final de su vida útil.

## Producción reciente
En una primera fase, a lo largo del 2016, la planta tenía capacidad para tratar entre 5 y 7,5 millones de toneladas de mena anuales (37.500 toneladas de concentrado). A finales de ese año se estableció la fase 2 de máxima producción, unas 45.000 toneladas de concentrado a seguir durante los tres primeros años de operación (2016-2019). A partir de 2020 la producción se establece en 15 millones de toneladas de mena y 55.000 toneladas de concentrado.
| Año   | Mena (Mt) | Cobre (t) |
| ----- | --------- | --------- |
| 2016  | 6,5       | 26.179    |
| 2017  | 8,8       | 37.164    |
| 2018  | 9,8       | 42.114    |
| 2019  | 10,5      | 44.950    |
| 2020  | 14,8      | 55.890    |
| 2021  | 15,8      | 56.139    |
| 2022  | 14,9      | 52.269    |
| 2023  | 14,9      | 51.667    |
| 2024  | 15,2      | 46.227    |
| Total | 111,5     | 412.599   |

## Equipos mineros

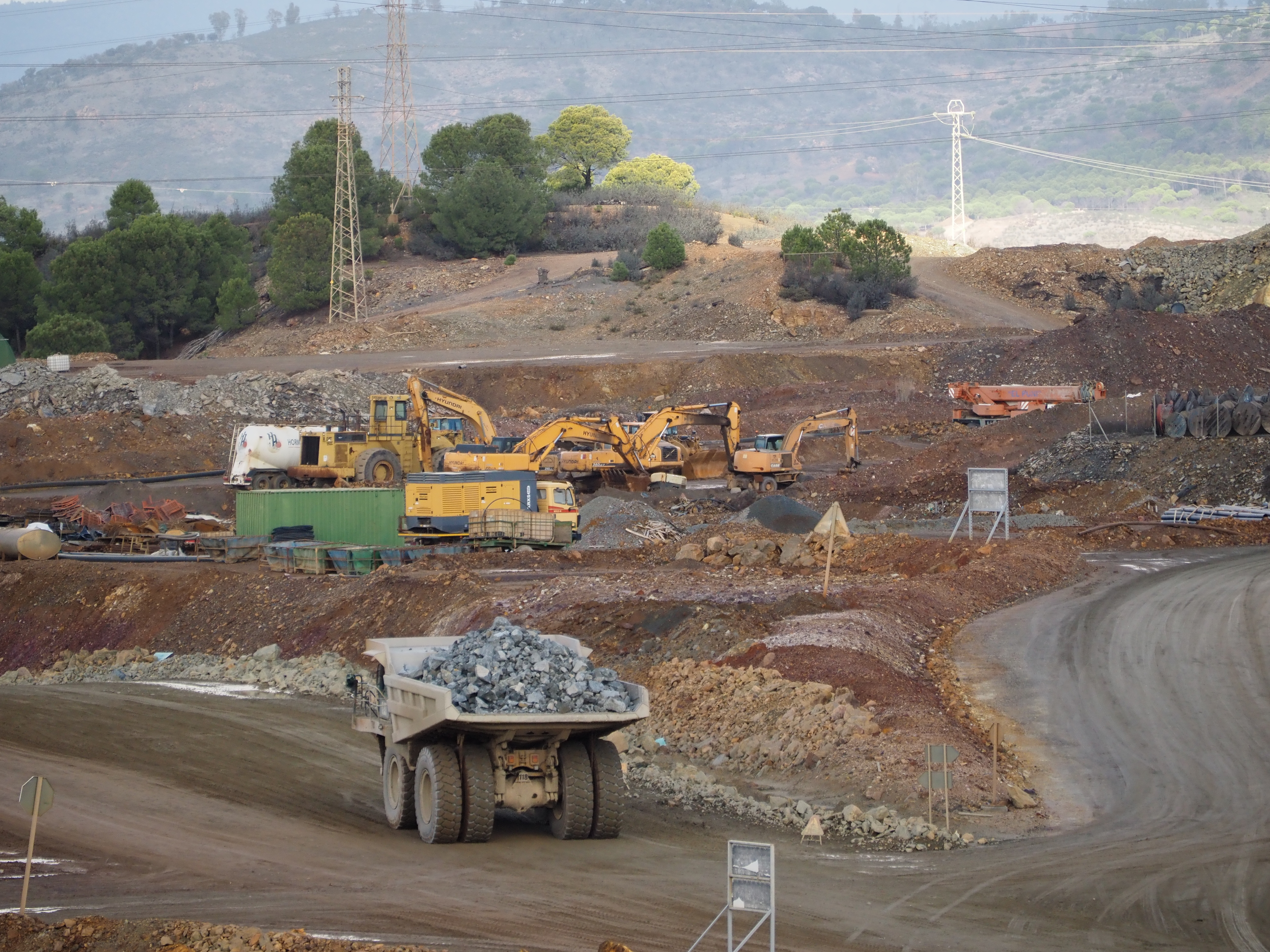
Volquetes y retroexcavadoras en Cerro Colorado, diciembre de 2021.

El equipo minero de desmonte comprende una flota compuesta por:
- Un total de 53 volquetes: 4 komatsu HD605, 10 Komatsu HD465, 40 Komatsu HD785. Además existe un número indeterminado de CAT 777 y Komatsu HD1500.

- Un total de 15 excavadoras: 2 Komatsu PC1250, 6 Komatsu PC2000, 1 Hitachi EX1900, 1 Hitachi EX1200, 1 Hitachi ZX890, 3 CAT 6015B y 1 CAT 345b.

- Un total de 13 perforadoras: 8 Sandvik Pantera DP1500i, 2 Sandvik Pantera DP1100i, 2 Atlas Copco C50 y Atlas Copco C45.

- Una cargadora de ruedas CAT 993K.[12]